# Rotis (Leutkirch im Allgäu)
Rotis ist ein Weiler in der früheren Gemeinde Hofs, einem Stadtteil der Großen Kreisstadt Leutkirch im Allgäu im Landkreis Ravensburg, in Baden-Württemberg.

## Beschreibung
Rotis befindet sich an der von Leutkirch über Hasenberg und Rotis nach Legau führenden Kreisstraße 7916. Durch Rotis fließt die Hofser Ach. Der Ort besteht aus sechs ehemaligen landwirtschaftlichen Anwesen mit insgesamt 35 Einwohnern. Er grenzt im Nordwesten an Lautrach und im Osten an Legau.
In Rotis befindet sich zwei abgegangene Burgen mit einer Burgmühle. Die ältere Burg befand sich auf einem kleinen Hügel, auf den man zufährt, wenn man von Legau kommend die Straße nach Leutkirch nimmt und die Bergsteigung beginnt. Sie befand sich auf einer Bergnase, die durch einen künstlich angelegten Burggraben abgetrennt wurde. Die jüngere Burg befindet sich ebenfalls auf einer durch einen Graben abgetrennten Bergnase, wenn man auf derselben Straße die Höhe erreicht, rechter Hand. Ihre Grundfläche ist wesentlich größer, so dass vermutet werden kann, dass die neue Burg errichtet wurde, weil die alte irgendwann zu klein wurde. Auf beiden Burghügeln befindet sich jeweils ein Gedenkstein.

## Geschichte
861 wurde zum ersten Mal „Roto“ als Besitz des Klosters St. Gallen erwähnt. Historiker wie Ludwig Baumann und Günther Bradler sehen darin die Ersterwähnung von Rotis, andere ordnen diese Nennung dem Weiler Herrot zwischen Kisslegg und Leutkirch zu. Zwischen ca. 1150 und 1350 gehörte Rotis zur Grafschaft Marstetten. Wie es an die Grafen von Marstetten kam, ist ungewiss. In dieser Zeit wurde Rotis zu einem eigenen adligen Territorium. 1368 wird es in einer Urkunde als Sitz des Hans von Neideck erwähnt. 1398 verkauften Mark und Hans von Neideck die Herrschaft Rotis an die Herren von Schellenberg aus Kisslegg. Infolge Überschuldung verpfänden die Schellenberger Rotis 1404 an die Familie Ringglin, die die Herrschaft 1411 ganz erwarb. Die Ringglin waren eine bürgerliche Familie aus Leutkirch, die jedoch sukzessive Adelsbesitz erwarb. Nach dem Aussterben der Familie verkaufte die Witwe des letzten Ringglin, Elisabeth Schnell, die Herrschaft Rotis 1542 an das Kloster Weingarten, welches bis 1802 im Besitz von Rotis blieb. Nach kurzen Wechseln kam Rotis 1810 an Württemberg. Die Burgruine wurde 1813 abgetragen.
Die Mühle in Rotis wurde 1414 zum ersten Mal erwähnt, als sie von den Vettern Hans und Heinrich von Schellenberg an die Ringglin verkauft wurde. Verkäufer und Käufer hatten die Mühle nicht zu eigen, sondern als Lehen des Klosters Kempten inne.
Überregional bekannt wurde Rotis, als der bekannte Graphikdesigner Otl Aicher und seine Frau Inge Aicher-Scholl, Mitbegründer der Hochschule für Gestaltung Ulm, im Jahr 1972 die Rotismühle von der Familie des letzten Müllers, Anton Bertele, erwarben und Otl Aicher sein Büro nach Rotis verlegte. Damals war die Kornmühle bereits stillgelegt und nur noch die Landwirtschaft und die Sägemühle in Betrieb.
War von den Landwirtschaftsbetrieben, aus denen Rotis bestand, die Rotismühle 1972 die erste Landwirtschaft, die ihren Betrieb aufgab, stellten in der Folge bis 2008 alle Bauernhöfe ihren Betrieb sukzessive ein.
Rotis ist der Namensgeber von Rotis, einer Schriftfamilie, die Otl Aicher dort in den 1980er Jahren entwickelte.

## Galerie

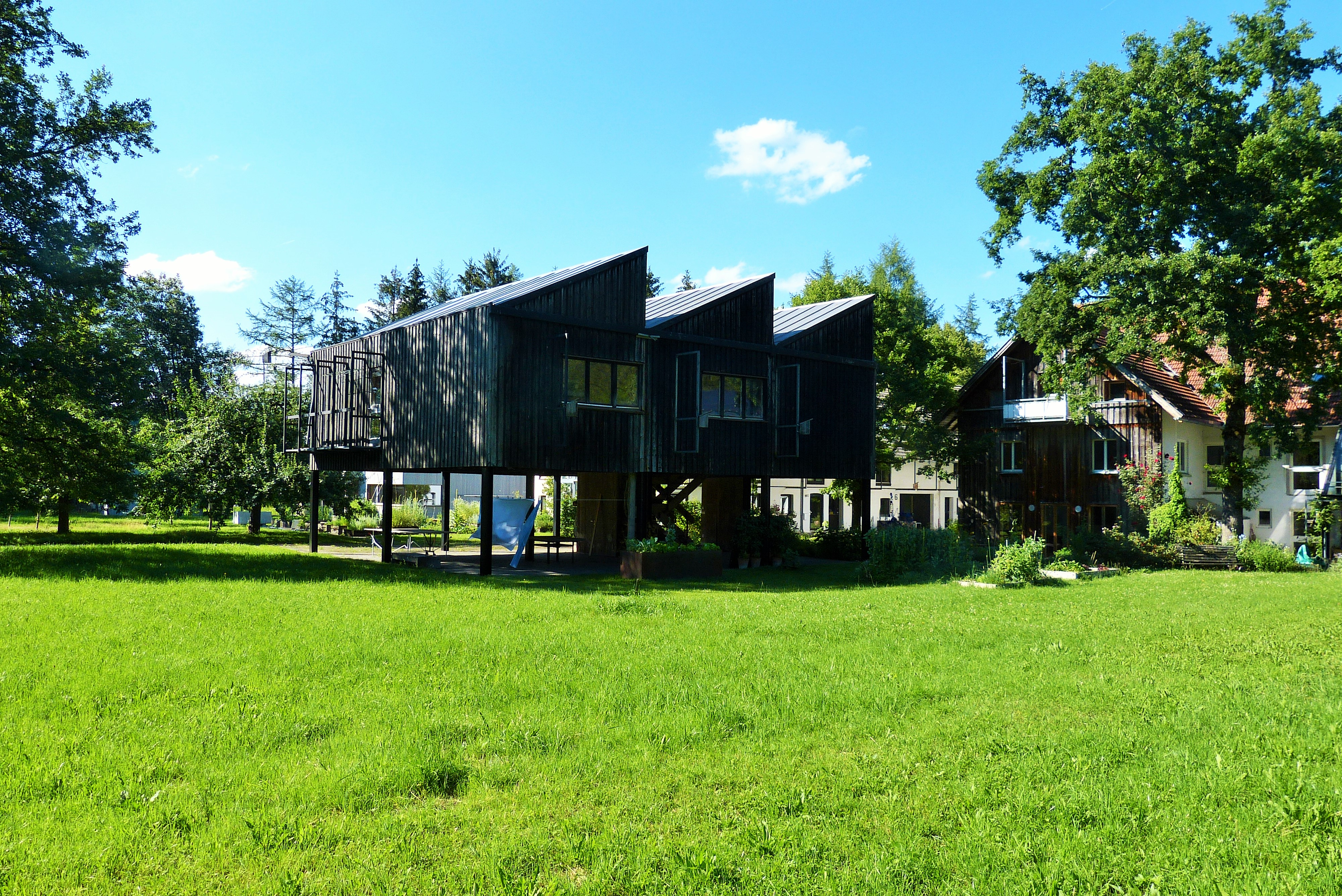
Ehemaliges Rotis Institut für analoge Studien, 2020
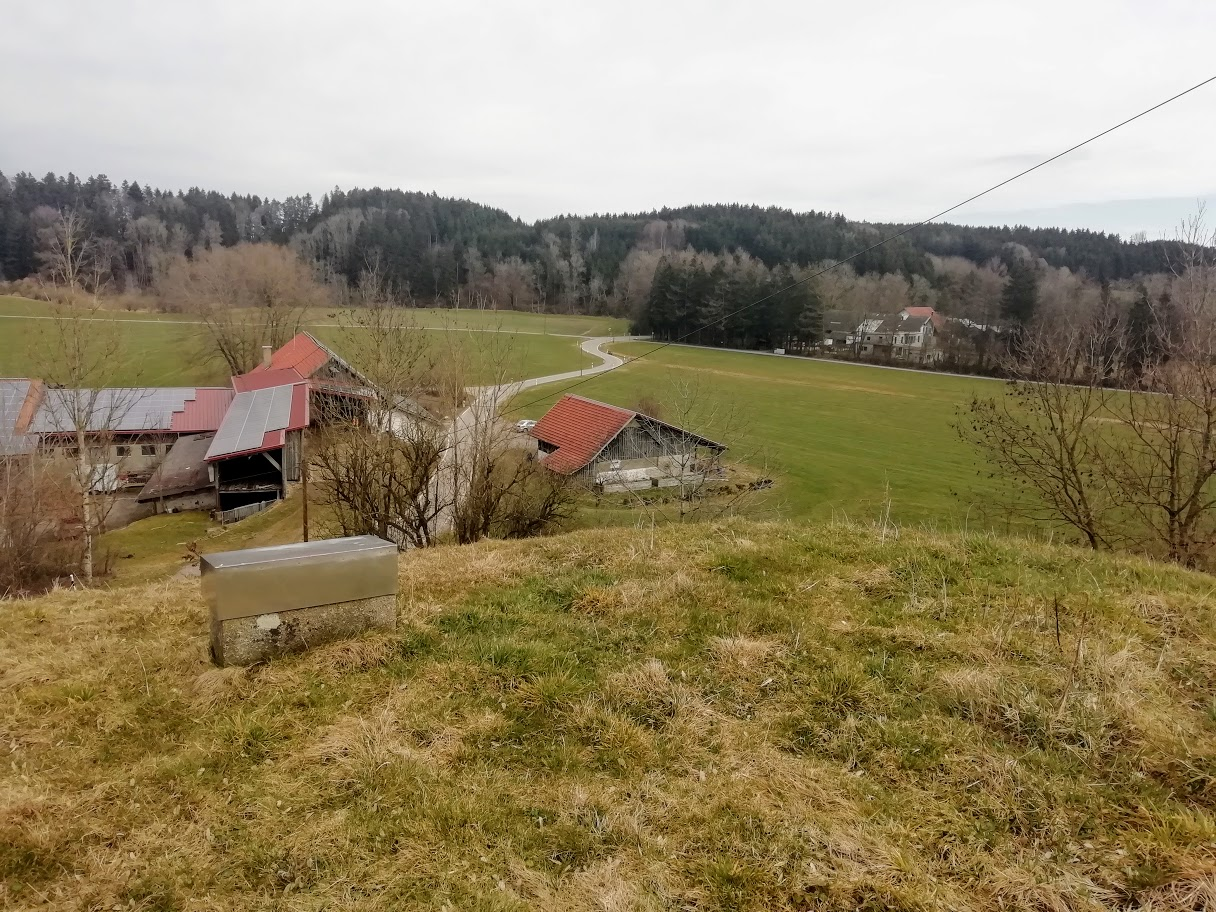
Blick vom Burgstall Rotis auf die Ortschaft